# Принудно признање
Принудно признање је признање добијено од осумњиченог или затвореника коришћењем методе мучења (укључујући појачане технике испитивања) или других облика принуде. У зависности од примењеног степена принуде, принудно признање није валидно у откривању истине. Испитаници могу пристати на причу која им је презентована или чак и сами измислити неистине како би задовољили испитивача и прекинули патњу у коју су стављени. 
Вековима је латинска фраза „Confessio est regina probationum “ (на српском: „Признање је краљица доказа“) оправдавала употребу принудног признања у правним системима у Европи. Посебно током средњег века добијање признања било је најважнија ствар током припрема за суђење, тада је метод који се користио за добијање признања деловао неважно, де факто оправдавајући употребу тортуре за извлачење принудног признања.
До краја 18. века, већина научника и правника сматрала је присилно признање не само као реликт прошлих времена и морално погрешним, већ и неефикасним јер жртва тортуре може признати било шта само да би олакшала своју патњу.
Развој догађаја у 20. веку, посебно Општа декларација о људским правима, у великој мери је смањио прихватање присилних признања од стране закона. Међутим, током већег дела правне историје она су била прихваћена у већем делу света, и још увек су прихваћена у неким државама.